# Viktor Brand-Kopal
Viktor Brand-Kopal (německy Victor von Brand-Kopal von Santa Lucia, 7. října 1886 Praha – 17. září 1959 Litschau) byl český šlechtic a poslední šlechtický majitel panství Kostelní Bříza. Byl potomkem rodu Kopalů, vnukem Ludvíka Brand a Viktoríny Kopalové a pravnukem Karla von Kopala. Jeho dědičný šlechtický titul (v zemích, kde nebylo jejich užívání zákonem zrušeno či zakázáno) byl baron.

## Panství Kostelní Bříza
Kostelní Bříza se dostala do vlastnictví rodu Kopalů sňatkem Arnoštky Kopalové a Bohumila ml. Henn von Henneberg-Spiegel. Bohumil předal v roce 1899 všechny majetky manželce Arnoštce. Stalo se tak po uzavření odevzdací listiny z 3. května 1901, obec jí tak patřila v letech 1899–1915. Po smrti Arnoštky přešel majetek roku 1915 na jejího blízkého příbuzného Viktora Brand-Kopala.
Návrhem Pozemkového úřadu ze dne 8. ledna 1921 byly Viktorovi nemovitosti zabrány a byla na nich provedena pozemková reforma. Většina majetku byla však ze záboru vypuštěna – velká část pozemků, pivovar, pila, cihelna v Arnoltově, a také samotný zámek v Kostelní Bříze, odkud Viktor svůj majetek dále řídil.
Dne 15. května 1935 navštívil Kostelní Břízu arcibiskup pražský, Karel Kašpar. Ve slavobráně umístěné mezi farou a kostelem sv. Petra a Pavla byl arcibiskup uvítán svobodnými pány z Brand-Kopalů (Viktorem a jeho bratrem Bohumilem, který žil na zámku se svou rodinou), starostou, farářem a mnoha dalšími. V průvodu se pak vydali ke kostelu, kde arcibiskup sloužil mši a uděloval biřmování.
Majitelem byl do roku 1945. Dne 8. února 1946 byla na majetek uvalena národní správa a zámek mu byl zabaven. Ve stejném roce Viktor nuceně vysídlil do Rakouska. Ve městě Litschau 17. září 1959 zemřel.

## Rodina
Jeho otec Karel Brand (* 1856 Plzeň) se roku 1885 v Budapešti oženil s Bertou, rozenou vikomtesou de Maistre (* 1860 Praha). Jejím přičiněním se na zámku v Kostelní Bříze dařilo umění a došlo k výraznému rozšíření zámecké knihovny.

## Vojenská kariéra
Sloužil v rakousko-uherské armádě. Dne 1. ledna 1910 se stal praporčíkem v záloze, v roce 1917 byl pak zmíněn jako poručík v záloze v dragounském pluku č. 1. Roku 1921 byl přijat do československého jezdeckého pluku č. 7 jako nadporučík.

## Vyznamenání
- Vojenský záslužný kříž – III. stupeň[21]
- Vojenská záslužná medaile – II. stupeň[21]
- Vojenská záslužná medaile – III. stupeň[18]
- Karlův vojenský kříž
- Vojenský jubilejní kříž[21]